# Casalpusterlengo
Casalpusterlengo är en ort och kommun i provinsen Lodi i regionen Lombardiet i Italien. Kommunen hade 15 293 invånare (2018).